# آلوارو کرسپی
آلوارو کرسپی (ایتالیایی: Álvaro Crespi؛ زادهٔ ۲۰ مارس ۱۹۵۵) دوچرخه‌سوار اهل ایتالیا است. وی در مسابقات جیرو دیتالیا شرکت کرده است.